# Vallon-Pont-d’Arc
Vallon-Pont-d’Arc ist eine französische Gemeinde mit 2469 Einwohnern (Stand: 1. Januar 2022) im Département Ardèche.

## Geographie
Vallon-Pont-d’Arc liegt im Tal der Ardèche, am Ortsrand mündet die Ibie in die Ardèche.
In Vallon beginnen die 30 km langen, spektakulären Gorges de l’Ardèche mit dem 60 Meter hohen Natursteinbogen Pont d’Arc, der für den Ortsnamen als Zusatz gewählt wurde.

## Geschichte
Zur römischen Zeit führte die Straße von Nîmes nach Alba-la-Romaine hier entlang und die Gegend wurde Aballo genannt. Ein Legionslager wurde errichtet und erhielt die Bezeichnung Castrum de Avalone, die bis ins Mittelalter galt. Reste der Besiedlung aus dieser Zeit sind im Ort und in der Umgebung zu finden.
1308 wurde die Kapelle St. Saturnin de Vallon dort gebaut, wo heute die Kirche steht. Infolge der Reformation wurde die Gemeinde protestantisch und ihre Anhänger waren in den französischen Religionskrieg verwickelt. 1621 wurde die Stadt von den katholischen Truppen belagert. 1628 ließ Ludwig XIII. die alten Befestigungen schleifen, als Strafe von der Stadt 10.000 Livre aufbringen und von der Bevölkerung ein neues Schloss für die von ihm ernannte katholische Herrschaft bauen. 1827 erwarb die Stadt das Schloss und nutzt es seitdem als Rathaus.
In den Grotte d’Ebbou und Grotte du Colombier forschte 1947 der 1966 verunglückte André Glory. Die auch im Gebiet der Gemeinde liegende Grotte de Louoï verweist auf Nutzungsspuren unterschiedlicher Epochen.
1994 entdeckte Jean-Marie Chauvet die nach ihm benannte Chauvet-Höhle, deren Höhlenmalereien und Höhlenzeichnungen die zu den ältesten bekannten Kunstwerken dieser Art gehören. Sie ist für die Öffentlichkeit unzugänglich. Eine Rekonstruktion, die Grotte Chauvet 2 Ardèche, ist für touristische Zwecke nachgebaut und besuchbar.

### Bevölkerungsentwicklung
| Jahr                       | 1962 | 1968 | 1975 | 1982 | 1990 | 1999 | 2009 | 2018 |
| Einwohner                  | 1706 | 1831 | 1837 | 1787 | 1914 | 2027 | 2337 | 2397 |
| Quellen: Cassini und INSEE |      |      |      |      |      |      |      |      |

## Wirtschaft und Tourismus

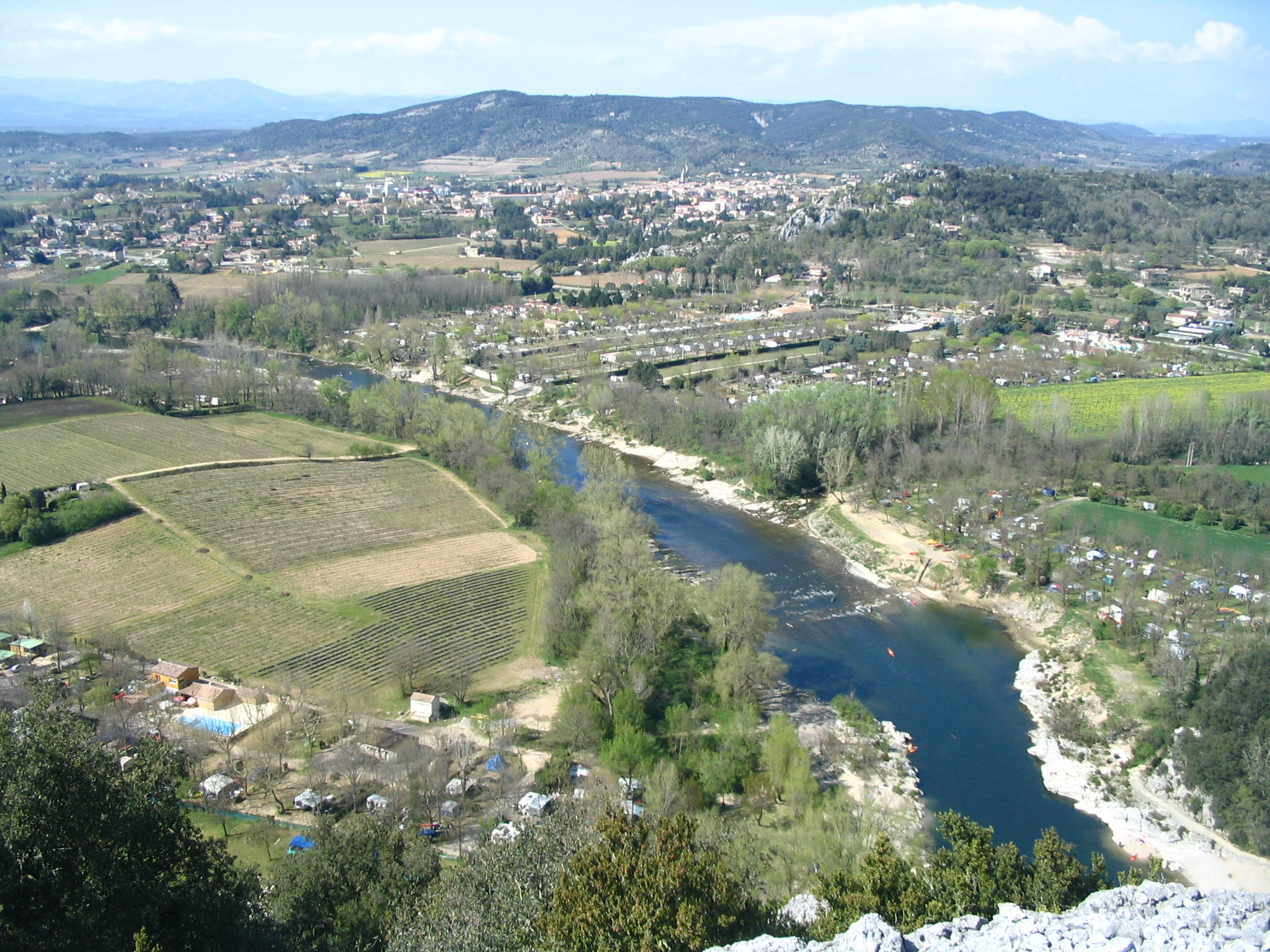
Der Fluss Ardèche und die vielen Campingplätze prägen die Stadt.

Vallon-Pont-d’Arc liegt zentral im Weinbaugebiet Côtes du Vivarais, eine Weinbaugenossenschaft und mehrere Weingüter vermarkten den Wein direkt an Endkunden. Der regelmäßig im Ortszentrum stattfindende Markt bietet vielerlei regionale Produkte, das sind neben den Weinen Erzeugnisse mit dem in der Gemeinde auf großen Flächen angebauten Lavendel, Gemüse und Gewürze, spezielle Schweinefleischwürste, speziell aus Wildschwein, oder auch Esskastanienmus und Honig. Das Musée de la Lavande veranschaulicht den Anbau und die Verarbeitung von Lavendel.
Vallon-Pont-d’Arc ist die zentrale Ortschaft für den Kanu- und Outdoortourismus in der Region mit zahlreichen Campingplätzen und Freizeitmöglichkeiten.
Der Wanderweg GR 4F führt an Vallon-Pont-d’Arc vorbei.